# Останній шанс Гарві
Останній шанс Гарві (англ. Last Chance Harvey) — американська мелодрама режисера Джоеля Гопкінса. Головні ролі у фільмі виконали Дастін Гоффман та Емма Томпсон. Зйомки картини почалися 8 жовтня 2007 року. Світова прем'єра відбулась 8 листопада 2008 року. 
Теглайн стрічки — «Фільм про любов, останній шанс і все, що їх пов'язує».

## Сюжет
Гарві самотній і вже немолодий, мешкає в Нью-Йорку та мріє писати джаз. У Гарві є робота — він створює рекламні джинґли, і цією роботою дорожить. В принципі, робота єдине, що тримає його на плаву. У такому віці саме її наявність — подарунок долі. Шайн це розуміє і чіпляється за неї зубами.
Але у нього в житті зараз чорна смуга. Бос вкрай незадоволений роботою Гарві і дає йому останній шанс, щоб виправитися. В іншому випадку головного героя чекає неминуче звільнення. Але зараз для Гарві найголовніше — весілля дочки, котру він не бачив дуже багато років.
Прилетівши до Лондона на весілля своєї дочки, Гарві несподівано дізнається, що за бажанням Сюзан, до вівтаря на урочистій церемонії її поведе не він, а вітчим, чоловік його колишньої дружини. Прагнучи приховати своє розчарування, Гарві покидає весілля ще до його початку.
Засмучений і скривджений, Гарві приймає рішення повернутися в Нью-Йорк, проте запізнюється на свій літак. У барі аеропорту він зустрічає чарівну жінку Кейт, яка виявилася цікавою та милою. Їх з Кейт пов'язує дуже багато, незважаючи на те, що вони навіть не знайомі. 
Кейт Вокер значно молодше за Гарві, хоча і її життя неабияк пошарпало. Вона живе з мамою, яка виправдовує свій тотальний контроль за Кейт, турботою про неї. Кейт працює в одній зі служб аеропорту Хітроу. Незважаючи на привабливу зовнішність, Кейт самотня. Невдачі в особистому житті породили невпевненість, яка вилилася в комплекси, що утрудняють спілкування з протилежною статтю. 
Самотні люди досить швидко знаходять спільну мову і вирішують провести разом день. Дотепна і чарівна, Кейт швидко полонить серце Гарві. Дізнаючись з кожною хвилиною один про одного все більше, вони раптом розуміють, що готові використовувати ще один шанс, який дає їм доля.

## У ролях
| Актор           | Роль          |
| --------------- | ------------- |
| Дастін Гоффман  | Гарві Шайн    |
| Емма Томпсон    | Кейт Вокер    |
| Кеті Бейкер     | Джейн         |
| Джеймс Бролін   | Брайн         |
| Айлін Еткінс    | Меггі Вокер   |
| Лайєн Балабан   | Сюзан Шайн    |
| Річард Шифф     | Марвін        |
| Брона Галлахер  | Уна           |
| Деніел Лапейн   | Скотт Райт    |
| Майкл Лендіс    | Пітер Тернер  |
| Тім Говар       | Джонні        |
| Венді Мей Браун | Аггі          |
| Джеремі Шеффілд | Метт          |
| Патрік Баладі   | Саймон        |
| Адам Джеймс     | Джош Гіллман  |
| Джеймі Сівес    | доктор Батлер |
| Кейт Гарпер     | Джилл         |
| Анджела Гріффін | Мелісса       |
| Алекс Ейвері    | Ендрю         |
| Тім Ахерн       | Баррі         |
| Шарлотта Лукас  | Ґвен          |

## Нагороди
Дастін Гоффман номінувася на «Золотий глобус» (2009) за найкращу чоловічу роль (комедія або мюзикл) а Емма Томпсон за найкращу жіночу роль (комедія або мюзикл), проте нагороди отримали Колін Фаррелл (Залягти на дно в Брюгге) та Саллі Гокінс (Безтурботна) відповідно.